# Klukkluk
Klukkluk is een van de hoofdpersonages uit de Nederlandse televisieserie Pipo de Clown (1958-1980). Het personage werd hierin gespeeld door de acteur Herbert Joeks, die mede dankzij deze rol nationale bekendheid verwierf.

## Verhaallijnen
Klukkluk is een indiaan en de beste vriend van de clown Pipo. Hij heeft een boogschietact in Pipo's voorstelling. Zijn schietkunst is echter niet bijster overtuigend. Bij ieder schot bezigt Klukkluk dan ook de uitdrukking 'Floepens, mis!' Door Pipo wordt hij "Klukkluk de misschiet-indiaan" genoemd.
Klukkluk spreekt een gebroken Nederlands, zoals dat in de jaren '60 van de 20e eeuw wel vaker aan indianen werd toegedicht. Onder andere het persoonlijk voornaamwoord ik wordt, ook als dit het onderwerp is, steeds in de voorwerpsvorm gezet (bijvoorbeeld Mij zijn zeer van de bange, waarmee "Ik ben heel bang" is bedoeld). Een van Klukkluks uitspraken "[Dat zijn] van de gekke", is een standaarduitdrukking in het Nederlands geworden.

## Series en films
Klukkluk is in de oorspronkelijke tv-serie een van de vaste hoofdpersonen (naast Pipo, Mammaloe, Petra en Dikke Deur). Hij komt daarentegen niet voor in de film Pipo en de p-p-parelridder uit 2003. Volgens sommigen was de reden dat het cliché van een domme, krom pratende en onhandige indiaan als te politiek incorrect werd beschouwd. Regisseur Martin Lagestee gaf zelf echter als reden dat Klukkluk een 'satellietfiguur' was, en dat het een kans bood om de film in een vervolg verder uit te bouwen. 
In het voorjaar van 2017 werd bekend dat er een nieuwe serie rondom de clown en diens gevolg zou komen bij RTL Telekids, in samenwerking met Koningin Julianatoren en Belinda Meuldijk. Ook waren er twee theatershows die door Nederland en België gingen reizen. Anders dan in de film uit 2003 was Klukkluk er dit keer wel bij. Hij werd deze keer gespeeld door Joris Gootjes. Het personage was eigentijdser gemaakt en ook een stuk jonger dan in de originele versie.